# Camp de Tir Olímpic de Mollet
El Camp de Tir Olímpic de Mollet és una instal·lació esportiva ubicada a Mollet del Vallès, inaugurada l'any 1992 per a la pràctica del tir olímpic durant la celebració dels Jocs Olímpics d'Estiu de 1992 a Barcelona. També s'hi disputaren les proves de tir de pentatló modern.

## Història
L'any 1989, Mollet del Vallès fou designada subseu olímpica dels Jocs Olímpics d'Estiu de 1992 per albergar les proves de tir olímpic. En l'elecció, la ciutat va competir amb altres municipis com Gelida, Begues o Badalona, però finalment la proximitat de les instal·lacions de l'Institut de Seguretat Pública de Catalunya, fou el factor que afavorí la seva designació.
Les instal·lacions foren construïdes en els terrenys dels Gallecs, una zona agrícola entre els termes de Mollet del Vallès i Parets del Vallès, i foren dissenyades pels arquitectes Esteve i Robert Terradas. Al maig de 1992, s'hi celebrà un Gran Premi Internacional per posar a prova la instal·lació i va servir per corregir alguns defectes i petits problemes d'organització. Les instal·lacions disposen de tres fossats per a les proves de tir al plat i de galeries de 10, 25 i 50 metres per a les proves de tir de precisió, amb una capacitat de 60, 50, 60 tiradors, respectivament. A més, per primer cop als Jocs Olímpics, totes les galeries de tir disposaven de màquines i marcadors electrònics.
El 26 de juliol de 1992 acolliren la primera prova esportiva dels Jocs Olímpics de Barcelona, així com, la primera cerimònia de lliurament de medalles. La sud-coreana Kaab-Soon Yeo aconseguí la medalla d'or en la prova femenina de carabina d'aire de 10 m. També, es disputaren altres proves del programa olímpic en la modalitat de precisió, arma llarga i plat (fossat olímpic i skeet), aquestes dues últimes realitzades en proves mixtes. Per altra banda, també s'hi disputaren les proves de tir olímpics dels Jocs Paralímpics de 1992.
Actualment, el Camp de Tir Olímpic és utilitzat conjuntament per l'Institut de Seguretat Pública de Catalunya, per a l'entrenament i formació dels nous policies i mossos, i per la Federació Catalana de Tir Olímpic (FCTO), per a la disputa de competicions nacionals i internacionals.